# Третий Константинопольский собор

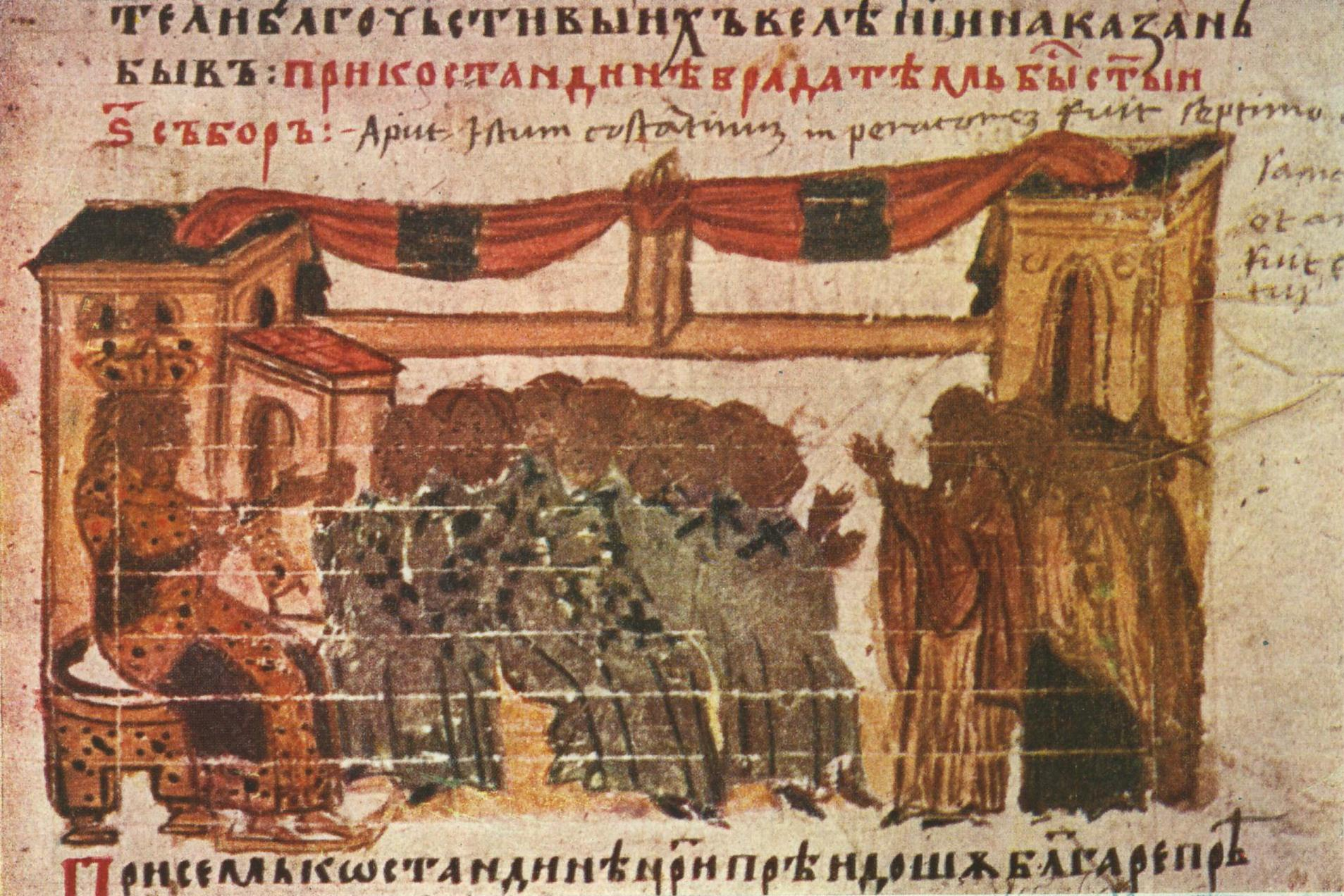
Шестой Вселенский Собор (миниатюра Хроники Константина Манасии)

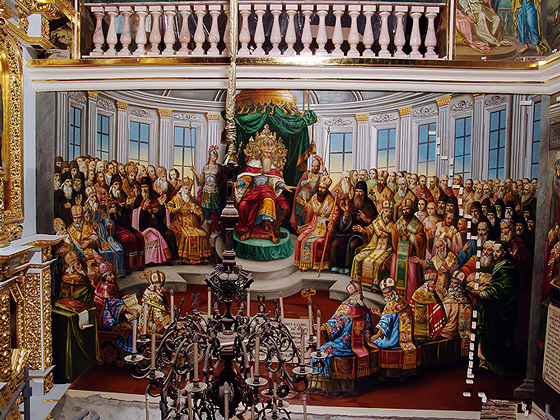
Шестой Вселенский Собор (роспись Успенского Собора Киево-Печерской Лавры)

Тре́тий Константино́польский собо́р, также Шесто́й Вселе́нский Собо́р — Вселенский собор, прошедший в 680—681 годах в Константинополе при императоре Константине Погонате.
Собор созван был против учения монофелитов, которые признавали в Иисусе Христе два естества, Бога и человека, но одну Божественную волю. Монофелитство было униональным исповеданием, созданным патриархом Константинопольским Сергием по воле императора Ираклия. Целью императора было примирение противоборствующих во Вселенской церкви христологических партий диофизитов-халкидонитов и миафизитов-нехалкидонитов. Против этой идеи выступили Софроний Иерусалимский и константинопольский монах Максим Исповедник. Учение Максима Исповедника было принято папой Мартином и Римской Церковью на Латеранском соборе, что вошло в противоречие с официальным вероисповеданием империи, за что Максим и Мартин были подвергнуты репрессиям, но впоследствии это учение было принято и греческим Востоком на Третьем Константинопольском соборе.

## Участники
Шестой Вселенский Собор стал самым продолжительным из всех соборов: собор открылся 7 ноября 680 года, а окончился 16 сентября 681 года. Число участников собора всё время возрастало. На первом заседании присутствовало 43 епископа, на последнем 174 (среди них легаты Римского папы). Сам император присутствовал на 11 первых заседаниях и на последнем, где подписался под соборными протоколами с формулировкой «читал и одобрил».

## Постановления
Главными защитниками монофелитства на соборе являлись Макарий Антиохийский, Петр Никомидийский и Соломон Кланейский из Галатии. Православные епископы собора не могли признать, как утверждал Макарий, что предыдущие Вселенские соборы учили о едином действовании и единой воле Иисуса Христа. Тогда Константинопольский патриарх Георгий заявил о своём согласии с диофизитским учением о двух волях Иисуса Христа, а Макарий Антиохийский был низложен. Петр Никомидийский и Соломон Кланейский подали православные изложения. Сторонники монофелитства патриархи Константинопольские Сергий, Пирр, Павел и Петр, а также Феодор Фаранский, патриарх Александрийский Кир и римский папа Гонорий были преданы анафеме посмертно.
Шестой Вселенский Собор осудил и отверг учение монофелитов как ересь, и постановил признавать в Иисусе Христе два естества — Божеское и человеческое, и по этим двум естествам — две воли, но так, что человеческая воля во Христе не противна, а покорна воле Божественной. Обе воли во Христе соединены между собой неразлучно, неизменно, нераздельно, неслиянно.
Собор также осудил и отверг учение моноэнергизм как ересь, и определил, что во Христе два естественных действия — Божеское и человеческое. Оба действия во Христе соединены между собой неразлучно, неизменно, нераздельно, неслиянно.

## Догмат Шестого Вселенского собора
На греческом:
Καὶ δύο φυσικὰς θελήσεις ἤτοι θελήματα ἐν αὐτῷ [Ἰησ. Χριστῷ] καὶ δύο φυσικὰς ἐνεργείας ἀδιαιρέτως, ἀτρέπτως, ἀμερίστως, ἀσυγχύτως, κατὰ τὴν τῶν ἁγίων πατέρων διδασκαλίαν ὡσαύτως κηρύττομεν· καὶ δύο μὲν φυσικὰ θελήματα οὐχ᾽ ὑπεναντία, μὴ γένοιτο, καθὼς οἱ ἀσεβεῖς ἔφησαν αἱρετικοί, ἀλλ᾽ ἑπόμενον τὸ ἀνθρώπινον αὐτοῦ θέλημα, καὶ μὴ ἀντιπίπτον ἢ ἀντιπαιλαῖον, μᾶλλον μὲν οὖν καὶ ὑποτασσόμενον τῷ θείῳ αὐτοῦ καὶ πανσθενεῖ θελήματι· ἔδει γὰρ τὸ τῆς σαρκὸς θέλημα κινηθῆναι, ὑποταγῆναι δὲ τῷ θελήματι τῷ θεϊκῷ κατὰ τὸν πάνσοφον Ἀθανάσιον.
На латыни:
Et duas naturales voluntates in eo [Jesu Christo], et duas naturales operationes indivise, inconvertibiliter, inseparabiliter, inconfuse secundum sanctorum patrum doctrinam adæque prædicamus; et duas naturales voluntates non contrarias, absit, juxta quod impii asseruerunt hæretici, sed sequentem ejus humanam voluntatem, et non resistentem vel reluctantem, sed potius et subjectam divinæ ejus atque omnipotenti voluntati. Oportebat enim carnis voluntatem moveri, subjici vero voluntati divinæ, juxta sapientissimum Athanasium.
На русском:
Также проповедуем, согласно учению святых отцов, что в Нем (Иисусе Христе) два естественные хотения или воли нераздельно, неизменно, неразлучно, неслитно, и две естественные воли не противоположные, как говорили нечестивые еретики, да не будет, но человеческая Его воля уступает, не противоречит или противоборствует, а подчиняется Его божественной и всемогущей воле. Ибо, по учению премудрого Афанасия, надлежало воле плоти быть в действии, но подчиняться воле божественной.
Через 11 лет был созван так называемый Трулльский собор, чьи заседания проходили в царской палате, называемой Трулла, для решения вопросов, по преимуществу относящихся к церковной дисциплине. В этой же палате проходила большая часть заседаний Шестого Вселенского собора. На Востоке решения Трулльского собора впоследствии вошли в канонические сборники как решения Шестого Вселенского собора; на Западе решения Трулльского собора приняты не были.
Существует мнение, что этот Собор установил дату летоисчисления (см. константинопольская эра): от библейского «сотворения мира» с началом 1 сентября 5509 г. до н. э.
Однако среди 102 правил Шестого Вселенского собора нет особого правила, касающегося начала летоисчисления. В контексте 3-го правила есть упоминание года: «…согласно определяем, чтобы связавшиеся вторым браком, и даже до пятьнадцатаго дня протекшаго месяца января, минувшаго четвертаго индикта, шесть тысяч сто девяносто девятаго года, остававшиеся в порабощении греху…».

### Научно-богословская литература
1. Jean Meyendorff. Le Christ dans la Theologie Byzantine. Paris, 1968. (На английском: John Meyendorff. Christ in the Eastern Christian Thought. New York, 1969. Русский перевод: Прот. Иоанн Мейендорф. «Иисус Христос в восточном православном богословии». М., 2000).
2. Еп. Григорий (В. М. Лурье). История византийской философии. Формативный период. СПб., Axioma, 2006. XX + 553 с. ISBN 5-901410-13-0 Оглавление.
3. В. В. Болотов. Лекции по истории древней Церкви. Том 4.
4. А. В. Карташёв. Вселенские Соборы. Париж, 1963.